# БА-3
БА-3 — радянський гарматний середній бронеавтомобіль 1930-х років на шасі «Форд-Тимкен»
Був розроблений у 1934 році конструкторським бюро Іжорського заводу на базі моделі БА-1. Корпус БА-1 при цьому зазнав незначних змін. Головною ж відмінністю нової машини стала башта з озброєнням. БА-3 отримав башту від танка Т-26 зі зменшенням товщини броні до 8 мм зі штатною спареною установкою озброєння — 45-мм гарматою 20К зразка 1932 р. (боєкомплект 60 артпострілів) і кулеметом ДТ. Значний боєкомплект розміщувався частково у башті, а частково в корпусі бронеавтомобіля. Для збільшення прохідності, вперше в радянському бронеавтомобілебудуванні, на задні скати БА-3 одягалися всюдихідні гусениці.
Виробництво БА-3 було налагоджено на Іжорському заводі і Виксінському заводі дробильно-розмолочного обладнання, які у 1934-35 роках виготовили 180 бронемашин цього типу.
Бронеавтомобілі БА-3 надходили на озброєння розвідувальних підрозділів танкових, кавалерійських та стрілецьких з'єднань Червоної Армії. У складі мотоброньового полку брали участь у боях з японськими військами біля річки Халхін-Гол.